# О’Доннел, Аод Руад
Хью Роэ О’Доннел (Аод Руад О’Домнайлл) (30 октября 1572 — 10 сентября 1602) — король ирландского королевства Тирконнелл в Северной Ирландии (1592—1602) и глава клана О’Доннел. Один из главных руководителей ирландского восстания против английского владычества в 1593—1603 годах.

## Ранняя жизнь
Хью Роэ О’Доннел родился в Лиффорде (современное графство Донегол) в 1572 году. Он был старшим сыном сэра Хью О’Доннела (ум. 1600), короля Тирконнелла (1566—1592), от второго брака с Инион Дуб. Его отец Хью О’Доннел был союзником английской администрации, пытаясь противостоять амбициям соседних вождей Шейна О’Нила и Турлоха Луйнеха О’Нила, правителей королевства Тир Эогайн (Тирон). В 1580-х годах в Тирконнелле обострился династический спор между сыновьями Хью О’Доннела от двух браком о преемственности власти. У Хью Роэ был старший сводный брат Доннелл (ум. 1590), который был одним из претендентов на королевский престол и пользовался поддержкой английской администрации. Матерью Доннелла была ирландка, а матерью Хью Роэ — шотландка.
Доннелл получил из Дублина небольшой отряд под командованием Джона Коннилла. Инион Дуб, мать Хью Роэ, наняла в родной Шотландии большое количество наёмников. В битве при Дойре Лейхане в 1590 году Доннелл О’Доннел был разбит и убит. В это время Хью Роэ находился в качестве пленника в Дублине, столице английского Пейла.
В 1587 году 15-летний Хью Роэ О’Доннел был захвачен в плен английским наместником, сэром Джоном Перро, и заключен в тюрьму в Дублинском замке. Это было сделано для того, чтобы предотвратить союз между кланами О’Доннел и О’Нилл. В 1591 году Хью Роэ О’Доннел бежал из заключения, но через несколько дней был схвачен и возвращен в темницу. В январе следующего 1592 года при содействии своего союзника Хью О’Нилла, 2-го графа Тирона, Хью Роэ О’Доннел бежал из Дублина в горы Уиклоу. Хью Роэ достиг земель Фиаха МакХью О’Бирна (другого союзника клана О’Нилл) в Гленмалуре, где нашел убежище. Во время бегства он лишился двух больших пальцев на ногах из-за обморожения. Вместе с ним бежали из плена Арт О’Нилл и Генри О’Нилл.

## Девятилетняя война
После возвращения в Ольстер в 1592 году Хью Роэ О’Доннел принял на себя руководство кланом О’Доннел и королевством Тирконнелл. Его отец Хью О’Доннел отказался от власти в пользу своего старшего сына от второго брака. Изгнав королевского шерифа из Тирконнелла, Хью Роэ предпринял две успешных экспедиции против Турлоха Луйнеха О’Нилла в 1593 году, чтобы заставить его отказаться от власти в Тироне в пользу своего союзника Хью О’Нилла, графа Тирона. Хью О’Нил вначале открыто не присоединился к восстанию Хью Роэ О’Доннела против Англии, но тайно оказывал ему поддержку. Хью О’Нилл вступил в переговоры с королём Испании об оказании военной помощи против англичан.
В 1595 году в Ирландии вспыхнуло открытое восстание против английского владычества. В 1595 году войска Хью О’Доннела захватили графства Слайго и Литрим в провинции Коннахт. В этом же году Хью О’Нилл отказался от переговоров с английской администрацией, а в 1596 году соединенные силы Хью О’Нилла и Хью Роэ О’Доннела разбили небольшое английское войско под командованием маршала сэра Генри Багнолла в битве при Клонтибрете.
15 августа 1598 года войска Хью О’Нилла и Хью Роэ О’Доннела (4500 пехоты и 600 кавалерии) в битве на реке Блекуотер у Желтого брода (в графстве Арма) разгромили основные силы английской армии (4500 пехоты и 500 конницы) под предводительством сэра Генри Багнолла. В сражении было убито более 1 тысячи английских солдат и офицеров (среди них сам главнокомандующий, сэр Генри Багнолл). После этой крупной победы Хью О’Нилл двинулся на юг, чтобы подчинить своей власти ирландских лордов в провинции Манстер. Хью Роэ О’Доннелл вторгся в Коннахт, где разрушил город Атенрай и разорил графство Голуэй. После таких действий местные англо-ирландские лорды отказались переходить на сторону Хью О’Доннела.
Несмотря на эти победы, в последующие два года, О’Доннелл и О’Нилл вели партизанскую борьбу с превосходящими силами английской армии. В августе 1599 года в битве при перевале Керлью Хью О’Доннелл, командуя 1700 воинами, разбил английское войско под предводительством сэра Коньерса Клиффорда (около 2 тыс. чел.) Англичане потеряли убитыми 500 человек. Но его союзник, Хью О’Нилл, граф Тирон, вынужден был обороняться. На стороне англичан находился Нил Гарв О’Доннел (1569—1626), сын Конна О’Доннела и внук короля Тирконнелла Калваха О’Доннела, который претендовал на главенство в клане О’Доннел. На сторону Нилла О’Доннела перешли его братья Конн, Хью Бой и Донал, а также многие жители его подданные. Хью Роэ был настолько возмущен этим, что приказал убить малолетнего сына Нилла Гарба. При поддержке Нилла Гарви англичане укрепились в Дерри, в центре владений клана О’Доннел. В 1600 году англо-ирландские отряды под командованием сэра Джона Боллеса и Нилла Гарба О’Доннела захватили город Лиффорд. Хью Роэ О’Доннел попытался отбить город, но потерпел поражение. В следующем 1601 году Хью Роэ О’Доннел безуспешно осаждал Донегал, гарнизоном которой руководил Нилл Гарб О’Доннел.
В сентябре 1601 года на юге Манстера высадился испанский вспомогательный корпус под командованием генерала Хуана дель Агилы, который занял прибрежный город Кинсейл (современное графство Корк). Английский главнокомандующий, Чарльз Блаунт, лорд Маунтжой, во главе 12-тысячного английского войска в начале октября осадил Кинсейл. Хью Роэ О’Доннел и Хью О’Нилл со своими отрядами выступили из Ольстера на помощь осажденному испанскому корпусу. 5-6 января 1602 года в битве под Кинсейлом объединенные силы Хью О’Нилла и Хью О’Доннелла (6 тыс. чел.) были разбиты английской армией. Блокированный испанский отряд был вынужден капитулировать.

## Бегство в Испанию и смерть
После поражения в битве под Кинсейлом Хью О’Доннел покинул Ирландию и отправился в Испанию, чтобы просить военной помощи в дальнейшей борьбе против английского владычества. Граф Тирконнелл прибыл в Ла-Корунью, где был принят с большими почестями губернатором Галисии и архиепископом Сантьяго-де-Компостелы, где был основан ирландский колледж. Из Ла-Коруньи Хью О’Доннел отправился в Вальядолид, где король Испании Филипп III пообещал ему организовать новую экспедицию в Ирландию. Через полгода, не получив никаких новых известий от испанского короля, Хью О’Доннел покинул Вальядолид, но скончался по пути 10 сентября 1602 года. Он был похоронен в замке Симанкас под Вальядолидом. Возможно, Хью О’Доннел, граф Тирконнелл, был отравлен англо-ирландским двойным агентом Джеймсом «Испанцем» Блейком.